# Republikens dag (Turkiet)
Republikens dag (turkiska: 29 Ekim Cumhuriyet Bayramı) är en nationell helgdag i Turkiet. Den firas 29 oktober, till minne av Republiken Turkiets utropande 1923. Firandet varar i 35 timmar, och börjar klockan 13:00 på eftermiddagen den 28 oktober.

### Fotnoter
1. ↑  Marat Terterov, Turkey: A Business And Investment Review, GMB Publishing Ltd, 2006, p. 94.